# Samuel Atta Akyea
 (février 2024).
Samuel Atta Akyea (né le 20 août 1962) est un avocat et homme politique ghanéen. Membre du Nouveau Parti patriotique du Ghana, il a été ministre des Travaux publics et du Logement jusqu'en janvier 2021 et actuel député de la circonscription d'Akim Abuakwa Sud. Il n'est que la deuxième personne en dehors du président Nana Akufo-Addo à avoir été élu député de cette circonscription dans la 4e république.

## Biographie

### Enfance, formation et débuts
Il naît à Kyebi dans la région orientale du Ghana. Il fréquente l'Université du Ghana, Legon et obtient un baccalauréat ès arts en droit et philosophie en 1989. Il poursuit ses études à la Ghana School of Law et obtient sa licence d'exercice en 1993,.

### Carrière professionnelle
Après avoir obtenu son diplôme de la faculté de droit, Atta Akyea a été employé en tant que procureur d'État au ministère du Procureur général. Il a ensuite rejoint le cabinet d'avocats privé Akufo-Addo Prempeh & Co à Accra. En 1995, Atta Akyea a rejoint le cabinet d'avocats privé Zoe Akyea & Co. où il est devenu associé et a exercé pendant une période de quatorze ans. Par la suite, il a quitté la pratique juridique privée pour se présenter aux élections de 2008 dans la circonscription d'Abuakwa Sud. 

### Carrière politique
Atta Akyea est entré en politique en 2008 lorsqu'il a été élu député de la circonscription d'Abuakwa Sud. Il a concouru contre deux autres aspirants, à savoir Sammy Osei du Congrès national démocrate et Nana Addo Aikins, une candidate indépendante. Il remporte l'élection en obtenant 22 681 voix sur un total de 30 109 voix exprimées, ce qui représente 75,3 % des suffrages valablement exprimés,. Il a succédé à Nana Addo Dankwa Akufo-Addo, qui a démissionné de son poste de député pour se concentrer sur ses ambitions présidentielles. Atta Akyea a réussi à conserver son siège lors des deux élections qui ont suivi en 2012 et 2016. Au Parlement, Atta Akyea a siégé à plusieurs commissions, notamment la Commission des Finances, la Commission de la Justice des Comptes Publics et la Commission des Nominations du Parlement. 

#### Élections de 2016
Lors des élections générales ghanéennes de 2016, il a remporté le siège parlementaire de la circonscription sud d'Abuakwa avec 28 442 voix, soit 78,7,61% du total des suffrages exprimés, tandis que le candidat parlementaire du NDC, Owuraku Amofah, a obtenu 7 697 voix, soit 21,3% du total des suffrages exprimés,.

#### Élections de 2020
Lors des élections générales ghanéennes de 2020,Atta Akyea a remporté à nouveau le siège parlementaire de la circonscription sud d'Abuakwa avec un total de 29 897 voix, ce qui représente 75,7% des suffrages exprimés. Son adversaire du parti NDC, Sanusi Mohammed, a obtenu 7 740 voix, soit 19,6% des suffrages exprimés. Le candidat parlementaire du parti GUM, Banning-Peprah Felix, a reçu 957 voix, équivalant à 2,4% du total des suffrages exprimés. Enfin, le candidat indépendant Marfo Enock Kwame a obtenu 905 voix, représentant 2,3% du total des suffrages exprimés.

#### Combat de Galamsey
Atta Akyea a été accusé de ne pas avoir pris suffisamment de mesures pour mettre fin à l'utilisation de la rivière Birim par les opérateurs de l'exploitation minière illégale, communément appelés "galamseyers". La rivière Birim qui traverse sa circonscription est un important cours d'eau au Ghana et fournit une quantité substantielle des besoins en eau de la circonscription. Atta Akyea a estimé que le combat de galamsey était un problème national nécessitant un soutien militaire,,.

#### Comités
En 2021, il est membre du Comité des Nominations.
Atta Akyea est président du comité des mines et de l'énergie, membre du comité de la législation subsidiaire et également membre du comité du budget spécial.

## Nomination ministérielle
En janvier 2017, le président Akufo-Addo l'a nommé ministre des Travaux publics et du Logement dans le cadre de son deuxième groupe de ministres désignés,. Avant d'être examiné par le comité des nominations du Parlement, il est apparu que Samuel avait apporté très peu de contributions pertinentes au ministère qu'il dirigeait. De plus, il n'avait pas été impliqué dans des interactions significatives avec le comité des travaux publics et du logement. C'était cependant à son honneur que ses antécédents en matière de construction d'institutions solides et d'application des dispositions constitutionnelles seraient de bon augure pour lui dans le secteur. Lors de son examen par le comité des nominations le 31 janvier 2017,, il a exprimé sa vision du ministère auquel il avait été nommé et a promis d'achever tous les projets de logement inachevés lancés par l'administration John Dramani Mahama. Il a dit au comité qu'il accorderait la priorité à la construction de maisons pour les membres de la magistrature. Il a prêté serment avec onze autres ministres par le président Akufo-Addo le 8 février 2017 à la Jubilee House à Accra.

## Vie privée
Il est marié, a trois enfants et est chrétien. Il est membre de l'International Central Gospel Church.

## Distinctions
Atta Akyea a été honoré en recevant le prix Nobles International Award décerné par le West African Nobles Forum.

## Controverse
En mars 2022, Atta Akyea a été expulsé de la circonscription sud d'Abuakwa par les résidents. Il a été allégué qu'il n'avait pas respecté les promesses qu'il avait faites pendant sa campagne électorale envers le peuple.

## Philanthropie
En mars 2020, il a présenté des produits sanitaires à sa circonscription dans le cadre de la lutte contre la pandémie de COVID-19.